# سنديان جبلي
سنديان جبلي أو سنديان كستنائي (الاسم العلمي: Quercus montana)، نوع نبات من جنس السنديان وفصيلة الزانية. موطنها الأصلي شرق الولايات المتحدة. طولها يترواح من 18 إلى 22 م.